# Et ta sœur (film, 2016)
Pour les articles homonymes, voir Et ta sœur.
Pour plus de détails, voir Fiche technique et Distribution.
Et ta sœur  est un film français écrit et réalisé par Marion Vernoux, produit en 2014 et sorti en 2016. Le scénario est inspiré du film américain de 2012 Ma meilleure amie, sa sœur et moi (Your Sister's Sister) de Lynn Shelton.

## Synopsis
Pierrick vient de perdre son frère. Il accepte l’invitation de sa meilleure amie Tessa dans sa maison familiale, pour y passer une semaine seul à réfléchir sur sa vie. Mais il découvre à son arrivée la présence de Marie, la demi-sœur de Tessa, venue se remettre d'une blessure amoureuse. Après une soirée bien arrosée et l’arrivée inattendue de Tessa elle-même, la situation va faire apparaître des révélations inattendues...

## Fiche technique
- Titre : Et ta sœur
- Réalisation et scénario : Marion Vernoux, adapté du film Your Sister's Sister réalisé par Lynn Shelton
- Musique : Éric Neveux
- Photographie : Nicolas Gaurin
- Montage : Guerric Catala
- Son : Michel Casang, Élisabeth Paquotte, Dominique Gaborieau
- Décors : Emmanuelle Duplay
- Costumes : Marité Coutard
- Production : François Kraus et Denis Pineau-Valencienne
- Société de production : Les Films du Kiosque
  - Coproduction : D8 Films
  - En association avec : Manon 5, La Banque postale, Image 8
  - Avec le soutien de : Banque Palatine, Étoile 12 développement et Cofimage développement 4
- Société de distribution : Le Pacte
- Pays de production :  France
- Langue originale : français
- Genre : comédie dramatique
- Durée : 95 minutes
- Date de sortie : 13 janvier 2016

## Distribution
- Virginie Efira : Marie
- Géraldine Nakache : Tessa
- Grégoire Ludig : Pierrick

## Production
Le film est tourné à Brest et Ouessant en 2014.

## Bande originale
Sauf indication contraire ou complémentaire, les informations mentionnées dans cette section proviennent du générique de fin de l'œuvre audiovisuelle présentée ici.
- Bye Bye Macadam - Rone
- Mangez-moi ! Mangez-moi ! - Billy Ze Kick et les Gamins en folie
- Mon père et ses verres - Boby Lapointe
- J'ai Fantaisie - Boby Lapointe
- Ca Va Ca Vient - Boby Lapointe
- Hip Hop Homework - Fakear

## Autour du film
Après Do Not Disturb, d'Yvan Attal  en 2012 (d'après Humpday), c'est la deuxième fois qu'un film de Lynn Shelton est adapté par un cinéaste français.